# Bùi Nguyên Súy
Bùi Nguyên Súy (sinh ngày 20 tháng 9 năm 1957) là một chính trị gia người Việt Nam. Ông từng là đại biểu Quốc hội Việt Nam khóa 13 nhiệm kì 2011-2016, thuộc đoàn đại biểu Quốc hội tỉnh Sơn La.

## Xuất thân
Bùi Nguyên Súy quê quán ở xã Yên Thọ, huyện Ý Yên, tỉnh Nam Định.
Ông hiện cư trú ở phường Cống Vị, quận Ba Đình, TP Hà Nội.

## Giáo dục
- Thạc sỹ Kinh tế, Đại học cảnh sát
- Cao cấp lí luận chính trị

## Sự nghiệp
Ông gia nhập Đảng Cộng sản Việt Nam vào ngày 13/6/1982 (1/5/1982).
Ngày 22 tháng 5 năm 2011, ông trúng cử đại biểu Quốc hội Việt Nam khóa 13 nhiệm kì 2011-2016 ở đơn vị bầu cử số 2 tỉnh Sơn La gồm huyện Yên Châu, huyện Mai Sơn, huyện Sông Mã và huyện Sốp Cộp với số phiếu hợp lệ chiếm 64,13%.
Ông là Phó trưởng ban dân nguyện thuộc Ủy ban thường vụ Quốc hội khóa 13.